# سیامبالاگودا
سیامبالاگودا (به لاتین: Siyambalagoda) یک منطقهٔ مسکونی در سری‌لانکا است که در استان مرکزی (سری‌لانکا) واقع شده‌است.